# Howa Type 64

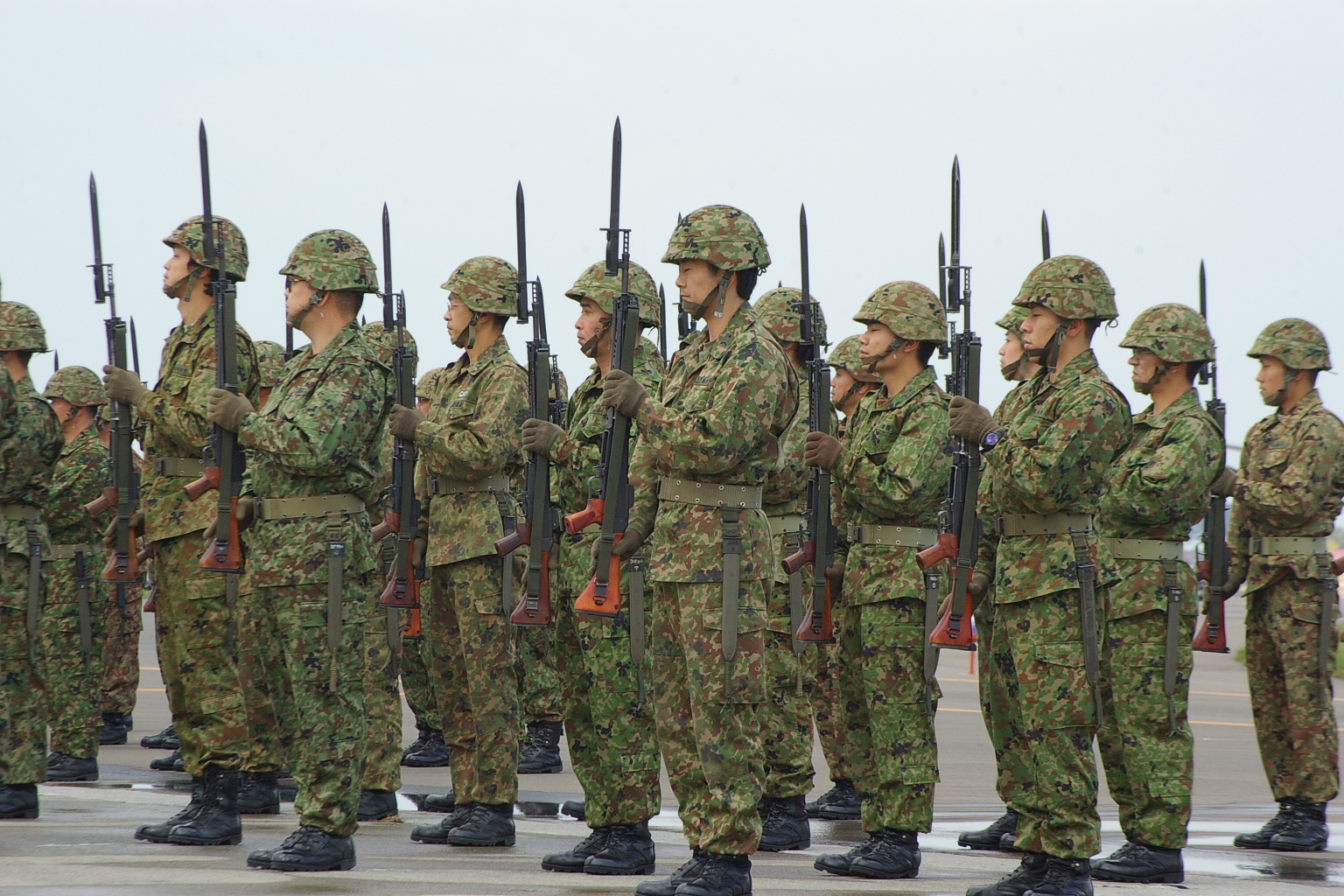
Soldados do exército do japão armados com o Howa Type 64

O Howa Type 64 (64式自動小銃, Roku-yon-shiki-jidou-shoujuu) é um rifle de batalha usado pelas Forças de Autodefesa do Japão e pela Guarda Costeira. Desenvolvido em 1964, ele é operado a gás, tem um carregador de 20 munições de calibre 7,62 mm. Este fuzil nunca foi exportado devido a restrições legais. Em 1989, começou a ser retirado do serviço ativo em favor do novo rifle Howa Type 89, mas nos dias atuais permanece sendo usado, em grandes quantidades, nas forças armadas japoensas.
O Type 64 também foi muito usado pelo chamado Special Assault Team ('Time Especial de Assalto').